# Thomas Glavinic

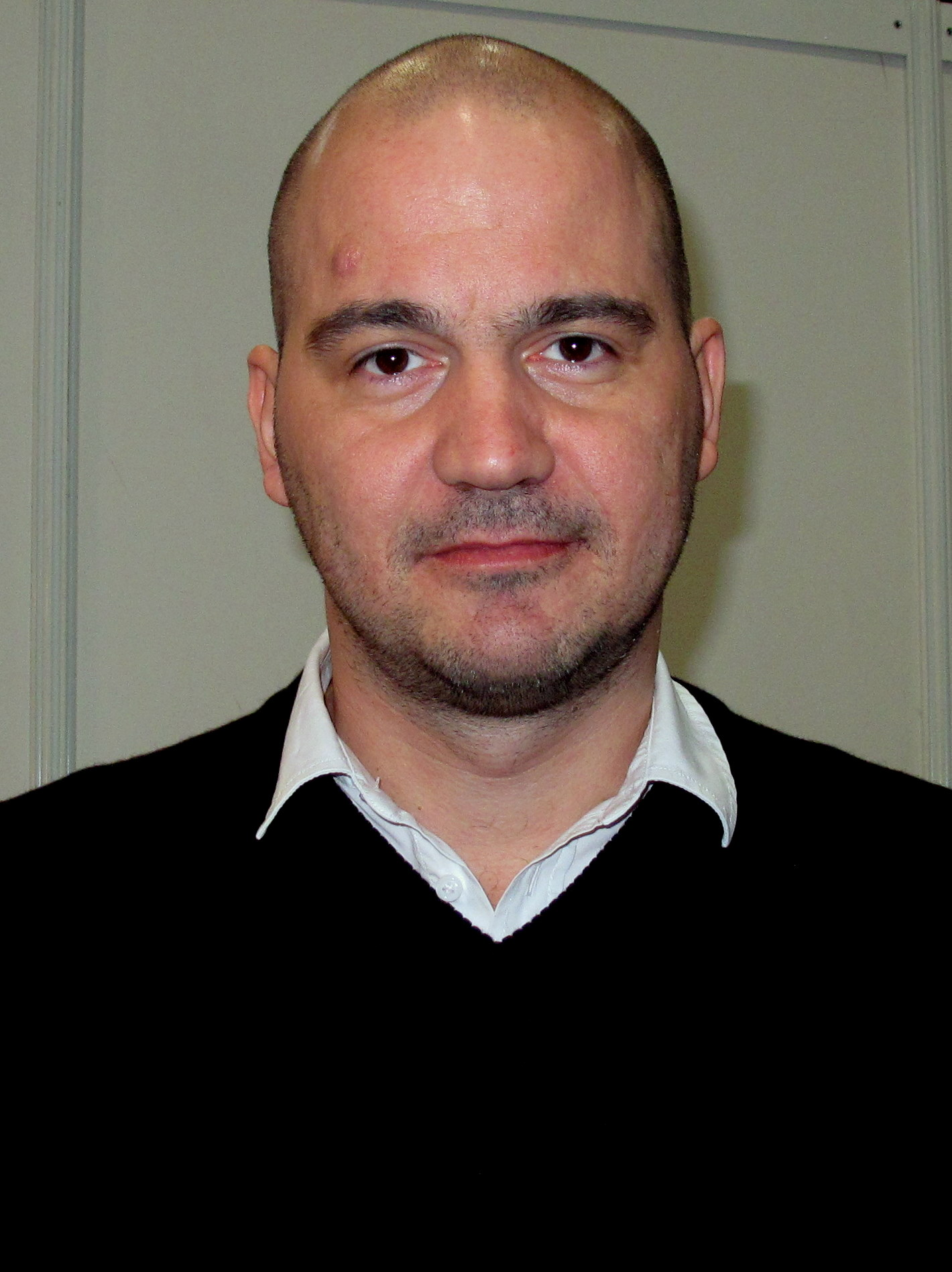
Thomas Glavinic (2011)

Thomas Glavinic [ˈglavinitʃ] (* 2. April 1972 in Graz) ist ein österreichischer Schriftsteller und Essayist. Glavinic hat zahlreiche Romane, Reportagen, Kolumnen sowie eine Sammlung von Vorlesungen veröffentlicht. Sein Werk umfasst unterschiedliche Genres und variiert stilistisch. Es wurde mehrfach ausgezeichnet und in 18 Sprachen übersetzt.

## Leben
Thomas Glavinic’ bosnischer Vater war Taxifahrer. Glavinic wuchs bei seiner Mutter in Graz auf. Bereits in der Schulzeit hatte er den Wunsch, Schriftsteller zu werden. Die Matura legte er in Gleisdorf ab, da er von einer Grazer Schule verwiesen wurde. Anschließend arbeitete er unter anderem als Werbetexter, Interviewer für Meinungsforschungsinstitute, Taxifahrer, Versicherungsvertreter und Journalist, bis er 1989 für steirische Regionalzeitungen schrieb und 1991 ein Germanistikstudium begann.
Seit 1991 schreibt er Romane, Essays, Erzählungen, Hörspiele und Reportagen und ist seit 1995 als freier Schriftsteller tätig. Seine Bücher schreibt er auf einer mechanischen Schreibmaschine, was laut eigenen Angaben seinem Arbeitsstil entgegenkommt, sich die Sätze vor der Niederschrift genau zu überlegen.
Glavinic ist Vater eines Sohns und lebt in Wien. Er ist Mitglied des SK Rapid Wien sowie bekennender Fan des SK Sturm Graz. Glavinic ist auf Social-Media-Plattformen wie Facebook oder Instagram aktiv und sorgte durch diverse Statements für mediales Aufsehen. Unter anderem warb er für Verständnis für Wähler der rechtspopulistischen FPÖ. Das Satiremagazin Titanic persiflierte einen seiner Facebook-Einträge und die medialen Reaktionen darauf in dem Artikel „Ein Penis wie eine Axt“.

## Werk

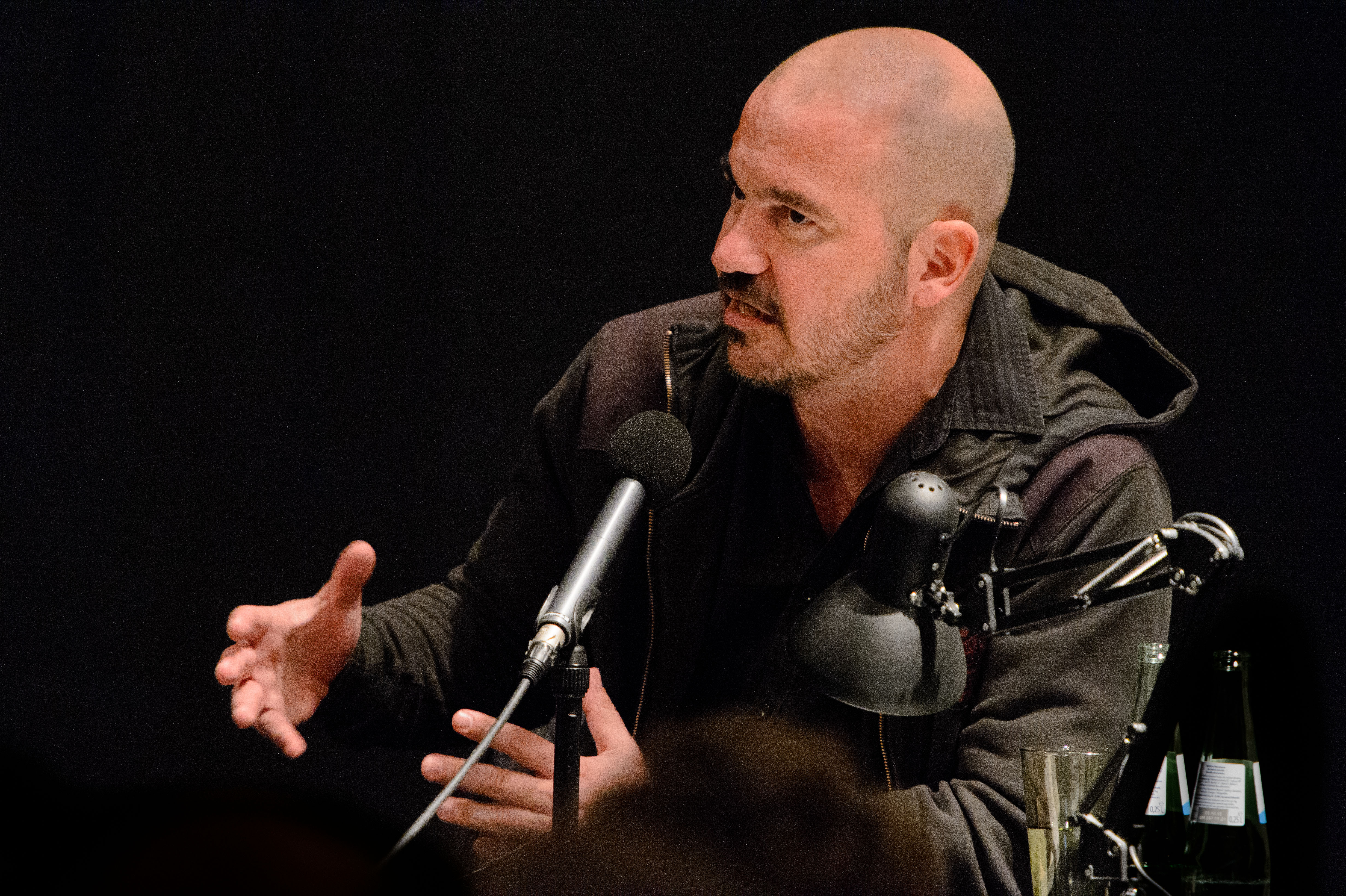
Thomas Glavinic (2014)

Glavinic greift in seinem Werk häufig auf Erzählmuster von Unterhaltungs- oder Trivialliteratur zurück. Die Genres umfassen Kriminalromane, Coming-of-Age-Romane, historische Romane und Biographien. Stilistisch variieren sie stark und gehen häufig von einem psychologischen Gedankenexperiment aus. So wie er mit jedem Roman ein neues Thema behandelt, bedient er sich auch einer anderen Erzählweise. Zentrale Motive sind Angst, Gewalt, Einsamkeit und existenzielle Verunsicherung.
Im Jahr 1998 veröffentlichte er seinen ersten Roman Carl Haffners Liebe zum Unentschieden. Der Roman beschreibt den Kampf um die Schachweltmeisterschaft zwischen Emanuel Lasker und dem fiktiven Carl Haffner. Für den Protagonisten Haffner wählte der Autor den Wiener Schachmeister Carl Schlechter zum Vorbild. Das Buch wurde mehrfach ausgezeichnet und in andere Sprachen übersetzt. Der Roman hat einen autobiografischen Bezug: Glavinic spielte bereits im Alter von fünf Jahren seine erste Schachpartie und erreichte 1987 mit fünfzehn Jahren in seiner Altersklasse Rang zwei der österreichischen Schachrangliste.
Im Jahr 2000 folgte der Roman Herr Susi, eine in deftiger Sprache geschriebene Abrechnung mit dem Fußball-Vermarktungsgeschäft. Dieser Roman erhielt viele Negativkritiken.
Der Durchbruch gelang Glavinic mit seinem 2001 erschienenen Roman Der Kameramörder, der von den Feuilletons positiv aufgenommen wurde, wobei vor allem die Medienkritik hervorgehoben wurde. Das Buch spielt in der Steiermark: Zwei Geschwister werden auf grausame, sadistische Weise an einem Karfreitag in den Tod getrieben. Aufnahmen der Tat gelangen über einen deutschen Fernsehsender an die Öffentlichkeit. Die Geschehnisse werden von einem namenlosen Ich-Erzähler, der das Osterwochenende mit seiner Lebensgefährtin bei einem befreundeten Paar im Nachbarort des Tatorts verbringt, in detaillierter Protokollform geschildert. Die Idylle der vier Freunde wird durch die Berichterstattung in den Medien und die intensive Suche nach dem Täter gestört. Glavinic wollte nach eigenen Angaben „eine grausame, grausige Geschichte erzählen, die durch die Form gebrochen wird“. Glavinic erhielt für diesen Roman den Friedrich-Glauser-Preis.
Der satirische Entwicklungsroman Wie man leben soll, der durchgängig in der „Man-Perspektive“ geschrieben ist, hatte im Jahr 2004 sowohl Erfolg bei den Lesern (Platz eins auf der Bestsellerliste Österreichs) als auch bei den Kritikern (Platz eins auf der Kritiker-Bestenliste des ORF). Er diente 2010 als Vorlage für den gleichnamigen Film.
2006 erschien der Roman Die Arbeit der Nacht, der im August 2006 ebenfalls auf dem ersten Platz der ORF-Bestenliste zu finden war. Hierfür erhielt Glavinic im selben Jahr den österreichischen Förderungspreis für Literatur. Der Roman steht stärker als seine Vorgänger in der Tradition magischer Literatur und erinnert etwa an Herbert Rosendorfers Großes Solo für Anton oder Marlen Haushofers Die Wand. Er bildet den Auftakt eines dreiteiligen Zyklus (Das Leben der Wünsche und Das größere Wunder) und handelt von einer Welt, in der jedes Menschen- und Tierleben plötzlich verschwunden ist und nur noch der Protagonist Jonas übrig ist. Er begibt sich quer durch Österreich und Teile Europas auf eine Suche nach den Menschen, seiner großen Liebe Marie und letztlich nach sich selbst.
Glavinic’ 2007 erschienener Roman Das bin doch ich handelt von einem Autor namens „Thomas Glavinic“, der gerade sein Buch Die Arbeit der Nacht beendet hat, nach einem Verlag sucht und auf Erfolg hofft, während der Freund und Kollege „Daniel Kehlmann“ mit Die Vermessung der Welt hohe Verkaufszahlen schreibt. Der Roman ist eine Künstlerbiografie, die zahlreiche Ähnlichkeiten zum realen Autor und gleichzeitig eine Kritik am Literaturbetrieb aufweist. Das bin doch ich wurde für die Shortlist des Deutschen Buchpreises nominiert.
Der Roman Das Leben der Wünsche war 2009 auf der Longlist des Deutschen Buchpreises.
Zuletzt erschien 2016 der Roman Der Jonas-Komplex. Der Jonas-Komplex führt den Handlungsstrang um Jonas ungefähr dort weiter, wo er im vorigen Roman Das größere Wunder zu Ende ging.
Neben weiteren Artikeln zu verschiedenen Themen begann er 2020 während der Coronakrise, den autofiktionalen Fortsetzungsroman Der Corona-Roman auf Welt.de zu veröffentlichen.
Glavinic’ Werke wurden in über 18 Sprachen übersetzt.

## Veröffentlichungen
- Carl Haffners Liebe zum Unentschieden. Roman. Volk und Welt, Berlin 1998, ISBN 3-353-01111-0.
- Herr Susi. Roman. Volk und Welt, Berlin 2000, ISBN 3-353-01152-8.
- Der Kameramörder. Roman. Volk und Welt, Berlin 2001, ISBN 3-353-01191-9.
- Wie man leben soll. Roman. dtv, München 2004, ISBN 3-423-24392-9.
- Die Arbeit der Nacht. Roman. Hanser, München 2006, ISBN 3-446-20762-7.
- Das bin doch ich. Roman. Hanser, München 2007, ISBN 978-3-446-20912-1.
- Das Leben der Wünsche. Roman. Hanser, München 2009, ISBN 978-3-446-23390-4.
- Lisa. Roman. Hanser, 2011, ISBN 978-3-446-23636-3.
- Unterwegs im Namen des Herrn. Roman. Hanser, München 2011, ISBN 978-3-446-23739-1.
- Das größere Wunder. Roman. Hanser, München 2013, ISBN 978-3-446-24332-3.
- Meine Schreibmaschine und ich. Poetikvorlesung. Hanser, München 2014, ISBN 978-3-446-24487-0.
- Sex. Kolumnen. Hanser Box, München 2014, ISBN 978-3-446-24806-9.
- Der Jonas-Komplex. Roman. S. Fischer Verlag, Frankfurt am Main 2016, ISBN 978-3-10-002464-0.
- Gebrauchsanweisung zur Selbstverteidigung. Roman. Piper, München 2017, ISBN 978-3-492-27676-4.

## Auszeichnungen
- 1995: Wiener Autorenstipendium
- 2001: Projektstipendium des Österreichischen Bundeskanzleramts
- 2002: Elias-Canetti-Stipendium der Stadt Wien
- 2002: Österreichisches Staatsstipendium für Literatur
- 2002: Friedrich-Glauser-Preis für Der Kameramörder
- 2006: Österreichischer Förderungspreis für Literatur
- 2007: Finalist beim Deutschen Buchpreis mit Das bin doch ich
- 2007: Phantastik-Preis der Stadt Wetzlar für Die Arbeit der Nacht
- 2010: Literaturpreis des Kulturkreises der deutschen Wirtschaft
- 2012: Poetik-Professur an der Universität Bamberg
- 2014: Sepp-Schellhorn-Stipendium